# Tricentrus kamaonensis
Tricentrus kamaonensis är en insektsart som beskrevs av William Lucas Distant. Tricentrus kamaonensis ingår i släktet Tricentrus och familjen hornstritar. Inga underarter finns listade i Catalogue of Life.